# Nikolaikloster
Nikolaiklöster sind nach St. Nikolaus benannte Klöster. Dazu zählen
Bosnien und Herzegowina
- Kloster St. Nikolai Rmanj, Martin Brod

Deutschland
- Franziskanerkloster Aachen
- St.-Nikolauskirche des Minoritenklosters
- Nikolaikloster (Eisenach)
- Nicolaikloster Halberstadt, Dominikanerinnen (1289–1810)
- Nikolauskloster (Jüchen)
- Abtei Maria Laach
- Karmelitenkloster St. Nikolaus München
- Kloster St. Nikola, Passau

Italien
- ehemaliges Benediktinerkloster San Nicolò l’Arena, Catania

Schweiz
- Dominikanerkloster St. Nicolai, Chur

Türkei
- Kloster Aya Nikola, Ruine

Ungarn
- Nikolaikloster (Budapest), Ruine